# Path to Nowhere
Path to Nowhere (яп. 無期迷途; кор. 무기미도; укр. Шлях в нікуди) — безплатна тактична рольова відеогра 2022 року, розроблена та випущена китайською студією Aisno Games 27 жовтня 2022 року для Android та iOS.

## Ігровий процес
У Path to Nowhere гравці беруть на себе роль керівника Бюро кризового контролю Міноса, де вони керують персонажем на ім'я «Грішник», щоби відкрити незвідані території та розкрити реальність, що стоїть за численними загадковими подіями.
«Грішники» — це група мутованих і небезпечних в'язнів. Вони втратили розум, але набули надзвичайних здібностей.
Щоб перемогти ворогів, гравцю треба збирати персонажів на основі унікальних здібностей і розробляти стратегію. Крім того, потужних ворогів з «ядрами» можна знищити за допомогою ультимативного вміння. Ворог, чиє «ядро» тимчасово перебуває в стані розриву, не зможе діяти, а отримана ним шкода буде значно збільшена.

## Огляди
Британське видання Pocket Gamer оцінило гру на 90/100 балів і написало наступний відгук на Metacritic: «Path to Nowhere — це переконлива рольова гра в жанрі захисту вежами з приголомшливим візуальним супроводом, який перетворює колекціонування персонажів на справжнє захоплення».